# 黑暗界號淺水重炮艦
幽冥號（HMS Erebus），亦稱爲暗界號，是一艘由英國建造、隸屬於英國皇家海軍的淺水重炮艦。幽冥號於1915年開工、全艦於1916年完工，完工後，幽冥號即投入一戰的戰鬥中。一戰結束後，又參與了英國對俄羅斯內戰的干涉行動。二戰開始時，幽冥正在接受近代化改造。開戰後到1943年，幽冥號均在地中海執行勤務。1944年，幽冥號曾在諾曼底登陸中爲登陸部隊提供火力支援，在該作戰中，幽冥號的一門15英寸火炮因爲炸膛而損壞。1946年，幽冥號除役解體，她的15英寸火炮據信被轉裝到了英國最後一艘戰艦前衛號上。